# Надгробок

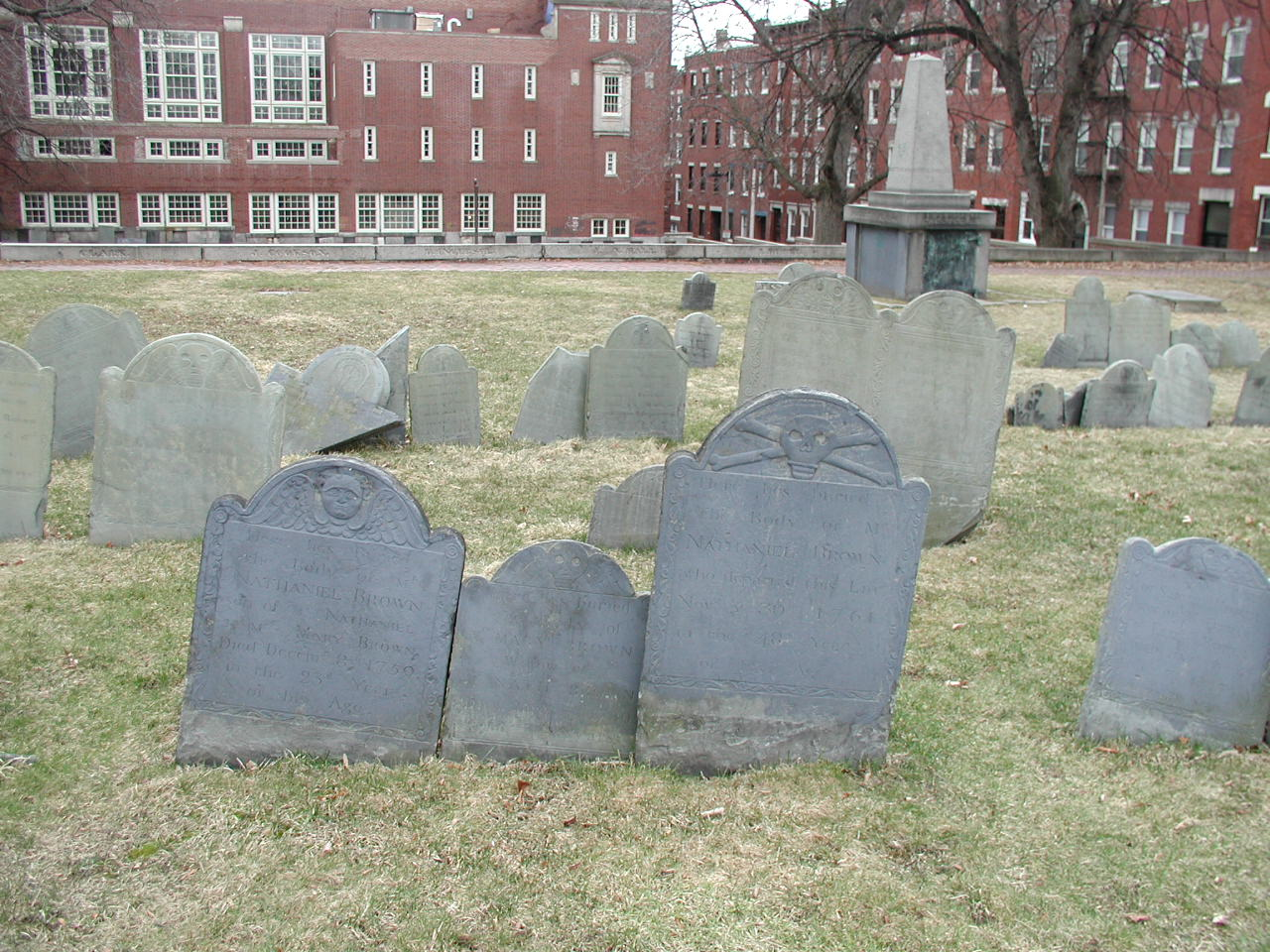
Надгробні пам'ятники у Бостоні

Надгро́бок (могильна плита, надгробний пам'ятник, надгробний камінь) — хрест, камінь, скульптура або архітектурна споруда, що встановлюють на могилі для увічнення пам'яті померлого. Надгробок — найпоширеніший тип меморіалу.
На надгробку зазвичай пишуть ім'я покійного, дату народження та смерті, часто пишуть епітафію. Вигляд надгробка залежить від багатьох факторів: заповіту померлого, релігійних та суспільних традицій, матеріального стану сім'ї тощо, а також від обставин під час поховання, наприклад бойові дії під час війни.

## Античний надгробок

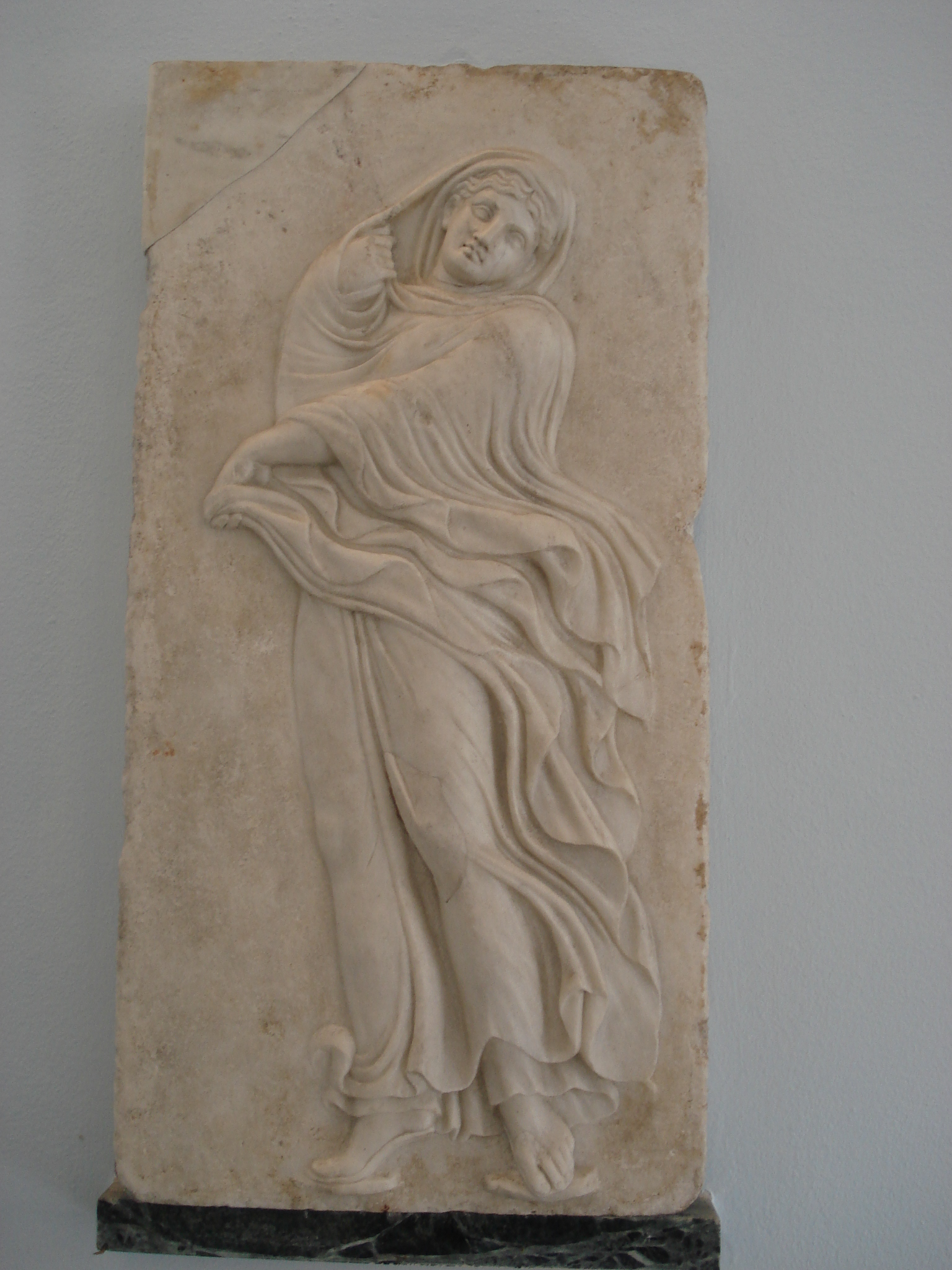
Надгробкова стела танцівниці, 5 ст. до н. е. Регіональний археологічний музей Антоніо Салінаса (Палермо)

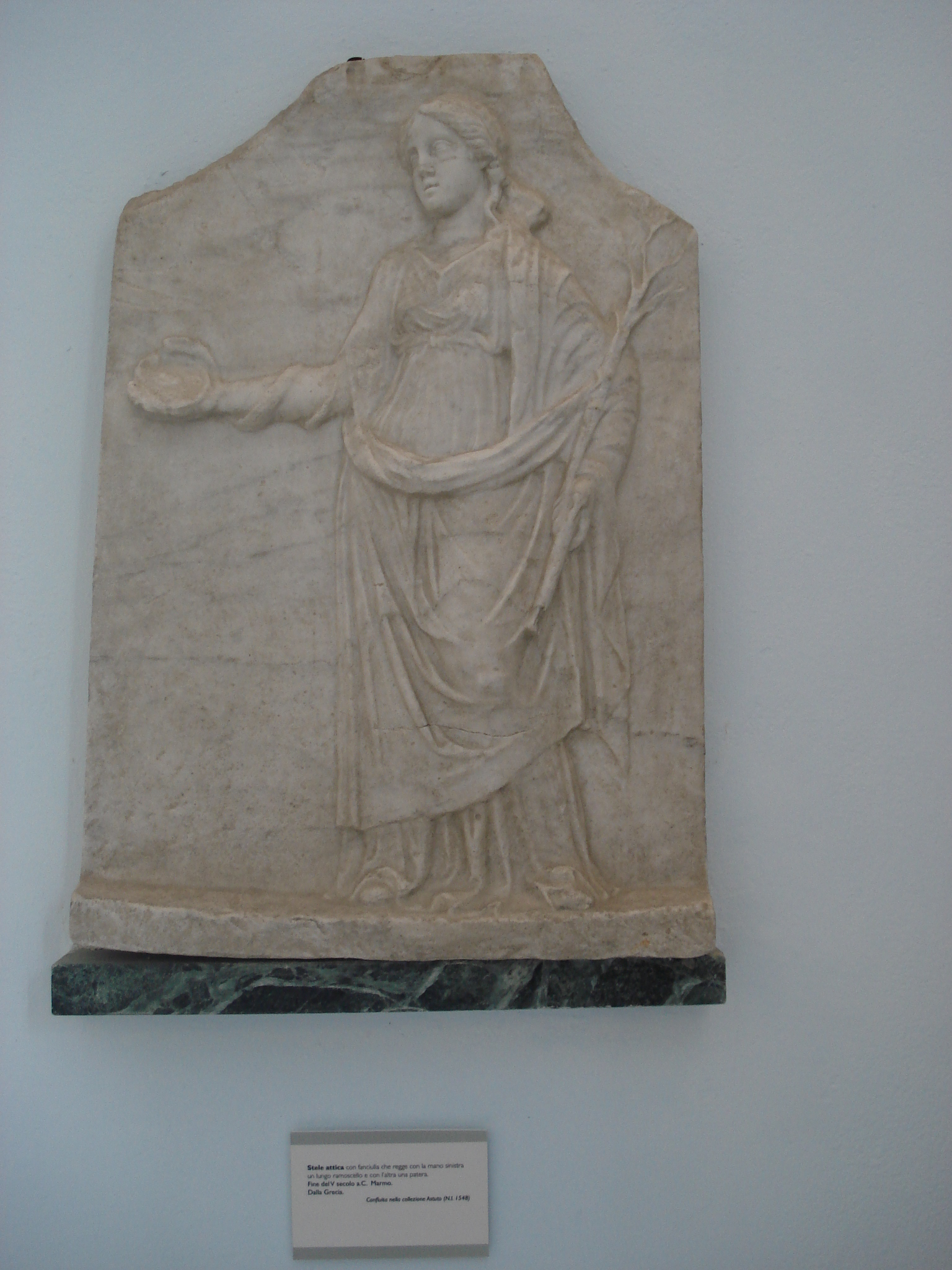
Надгробкова стела дівчини з аттики, 5 ст. до н.е. Регіональний археологічний музей Антоніо Салінаса (Палермо)
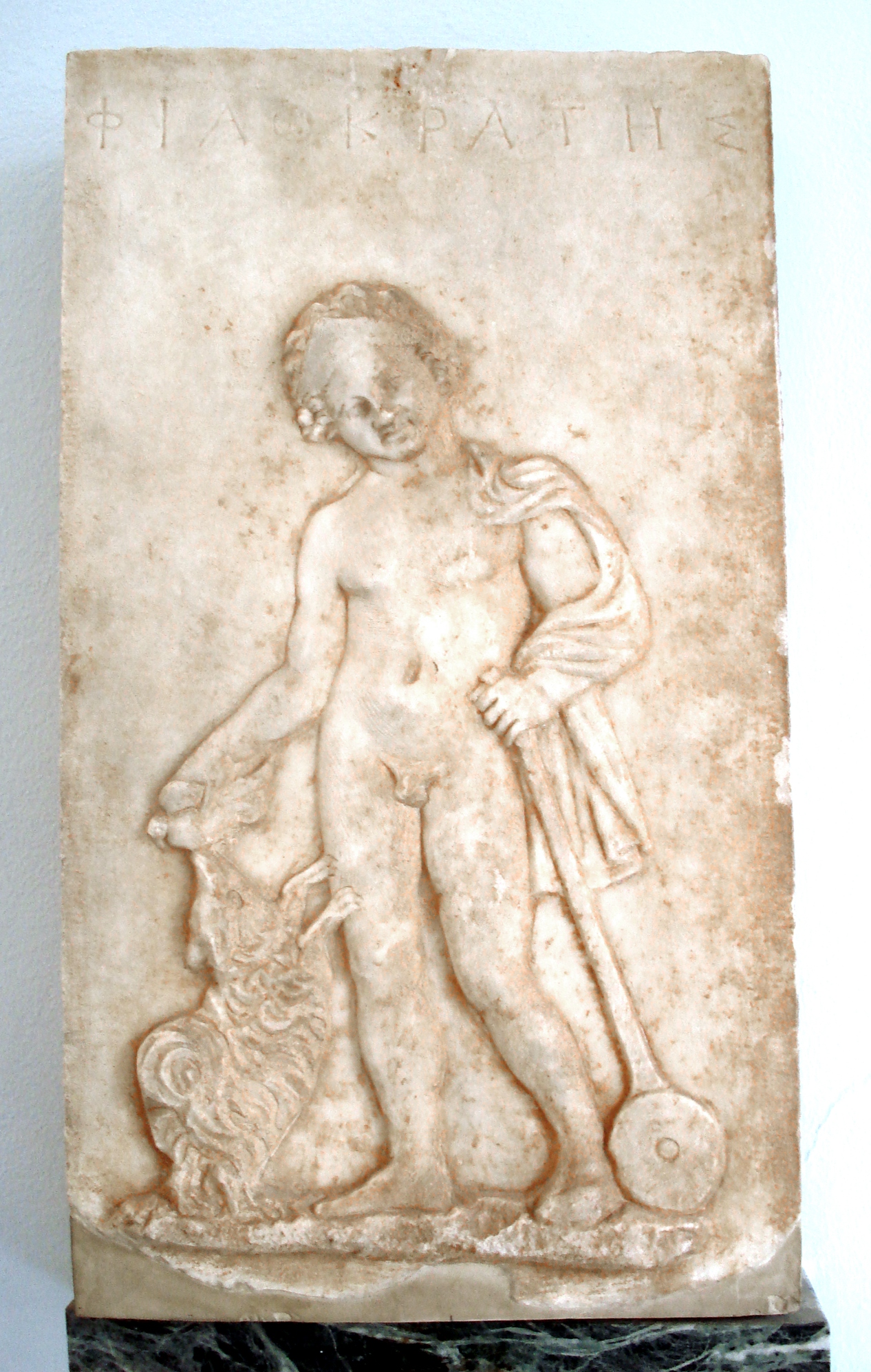
Надгробок хлопчика Філокрета, Афіни, третє ст. до н.е. Регіональний археологічний музей Антоніо Салінаса (Палермо)

## Італійський надгробок доби відродження

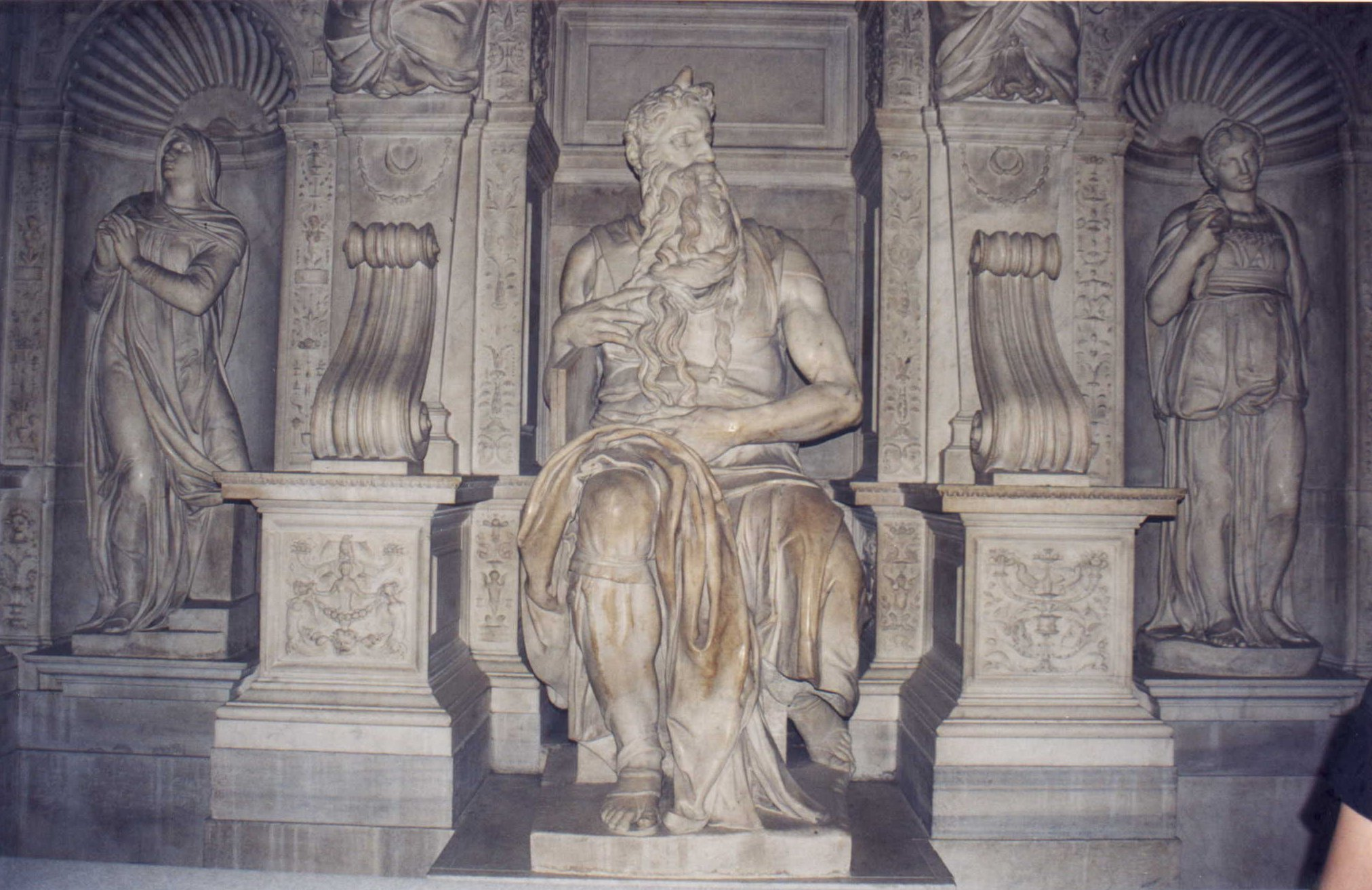
Надгробок папи Юлія II, церква Сан П'єтро ін Вінколі, Рим

## Художній надгробок

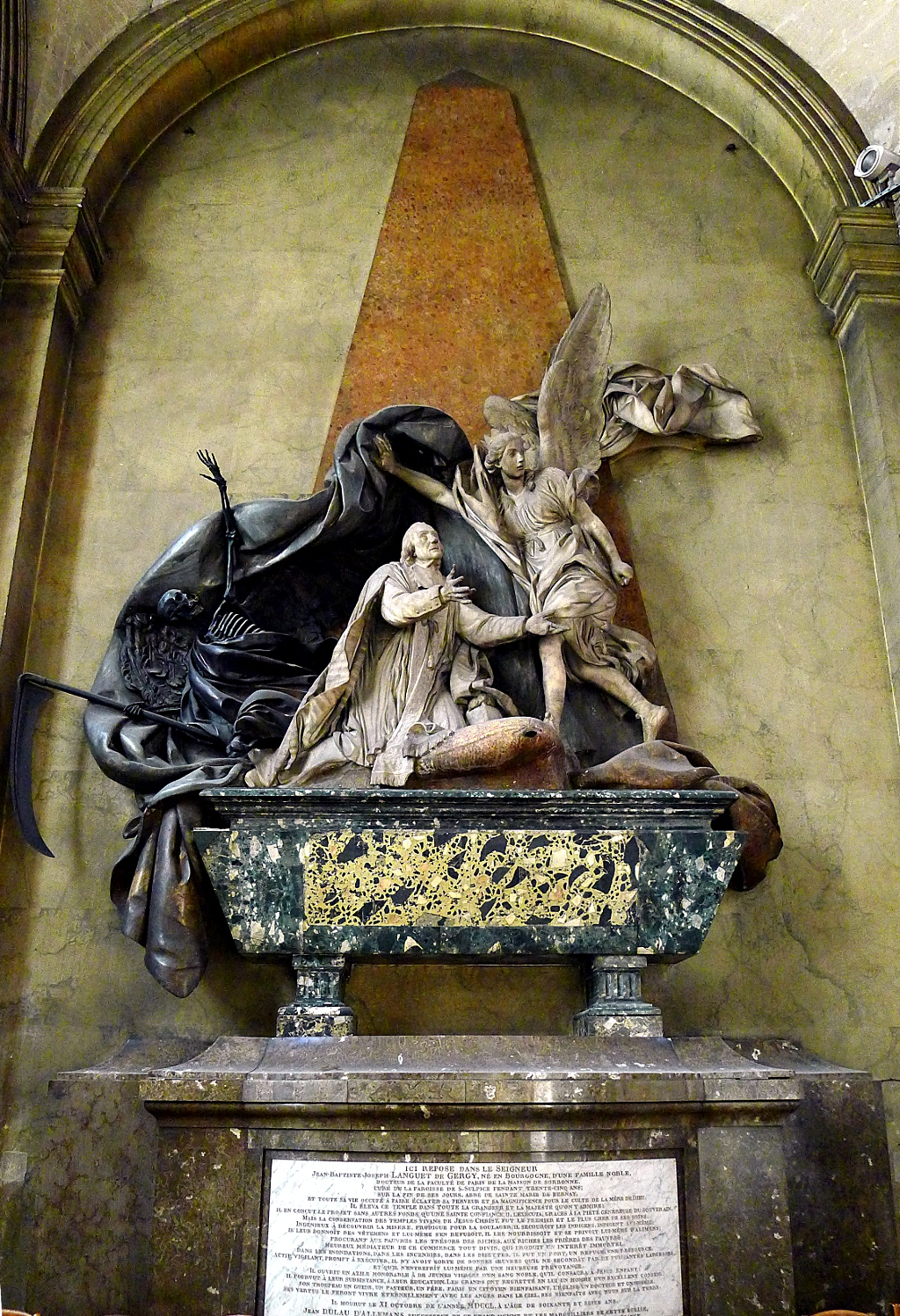
Надгробок в церкві Сен Сюльпіс, Париж.
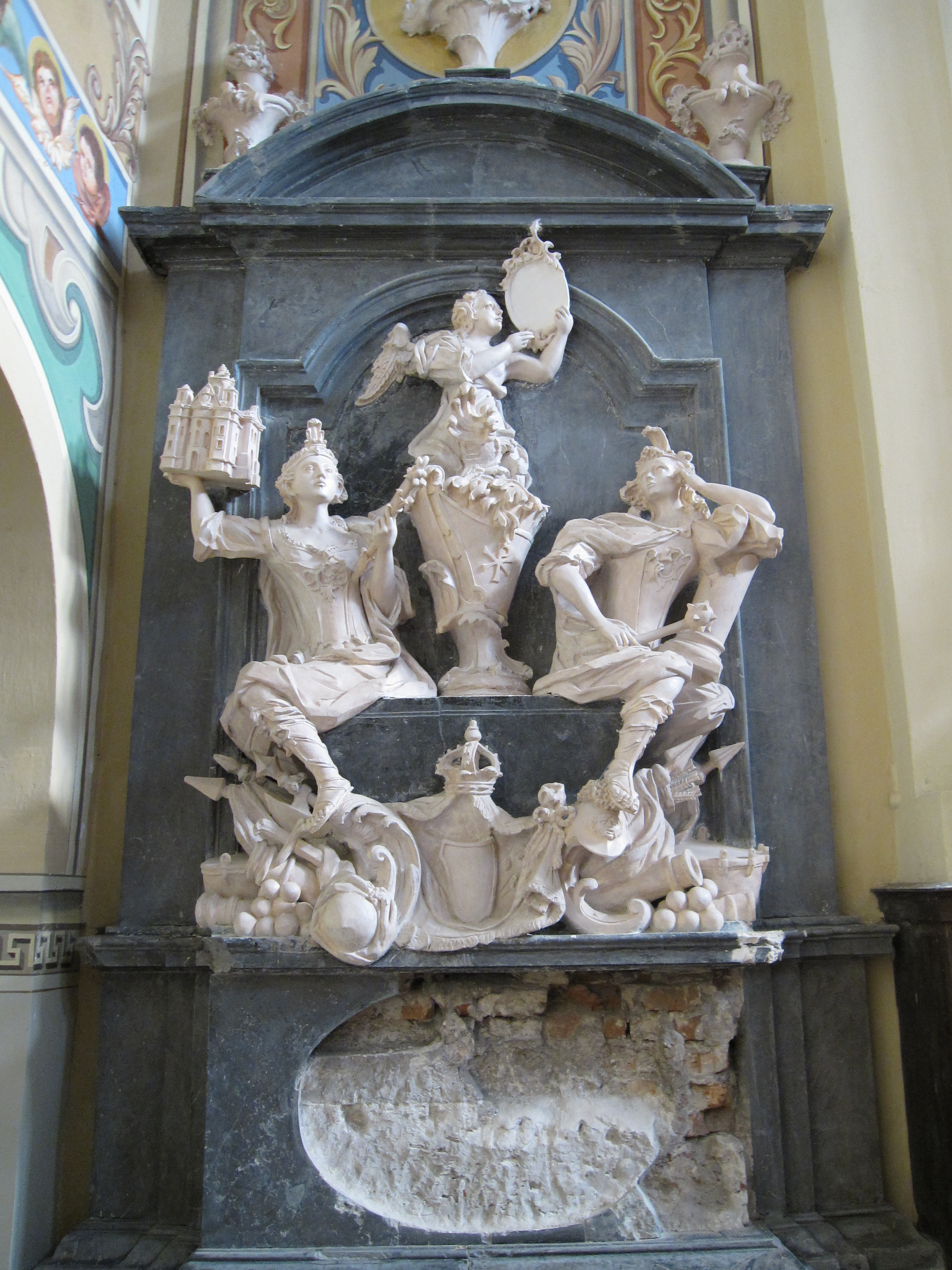
Колишній Домініканський костел, Жовква. Надгробок Марка Собеського роботи Андреаса Шлютера.
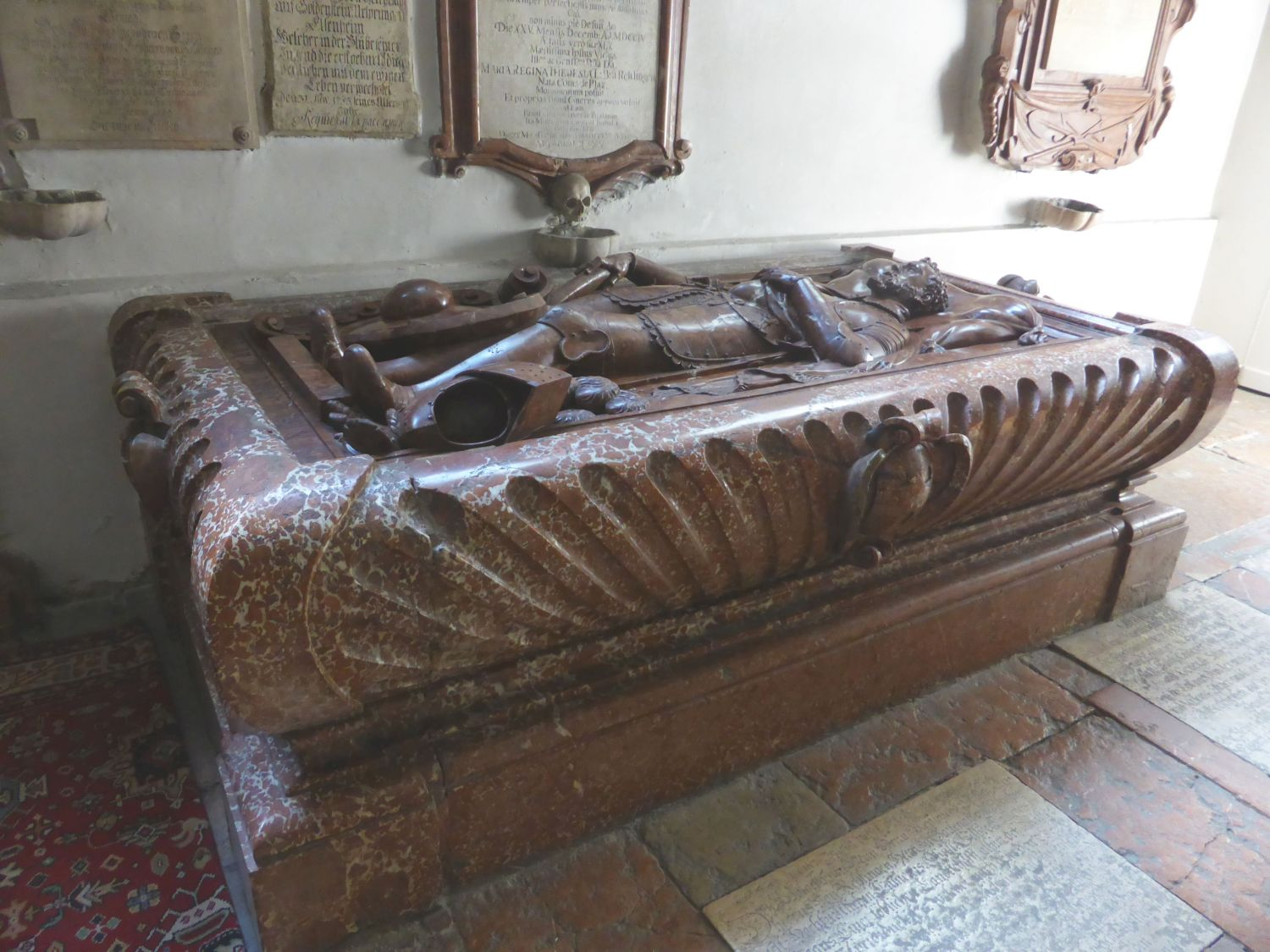
Надгробок Реглінгена. Абатство св. Петра, Зальцбург, Австрія.
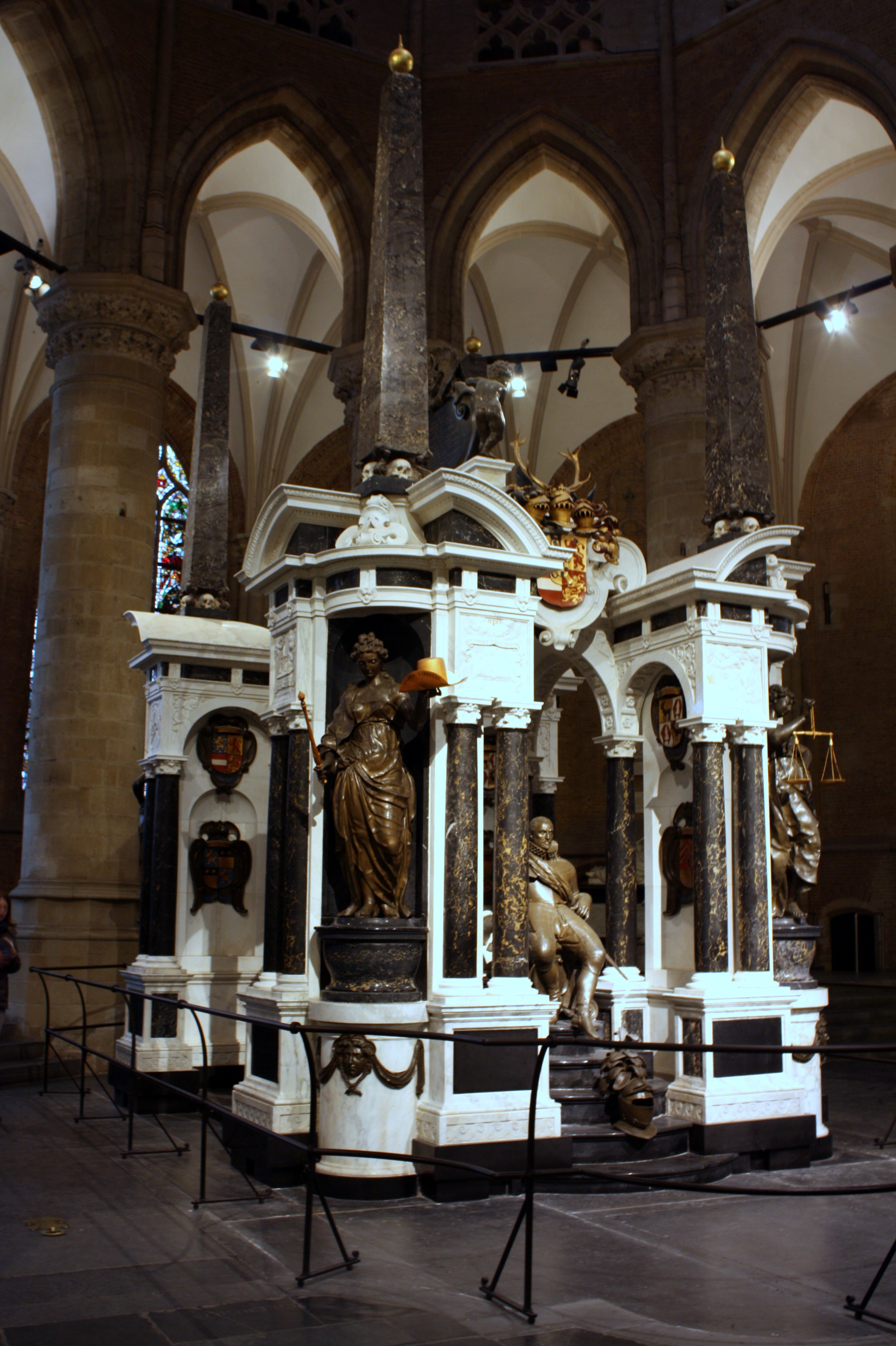
Надгробок принца Вільгельма І Оранського, загальний вигляд, Нова церква,  місто Делфт, Голландія